# Бобинка
Боби́нка (тат. Бубый) — река в России, протекает в Удмуртии и Татарстане. Правый приток реки Иж.

## Описание
Длина реки — 41 км, площадь водосборного бассейна — 279 км². Исток на Можгинской возвышенности в Можгинском районе Удмуртии, в 1,8 км к северо-западу от деревни Новая Бия. Течёт на восток по Малопургинскому району через населённые пункты Бобья-Уча, Сосновка, Ильинское, Абдэс-Урдэс, Верхняя Иж-Бобья. В низовьях входит на территорию Агрызского района Татарстана, протекает через село Иж-Бобья и впадает в Иж в 2,5 км к востоку от села (в 112 км по правому берегу Ижа).
Реку пересекают автодорога М7 (Елабуга — Пермь) и железная дорога Агрыз — Набережные Челны — Акбаш.
В бассейне реки также находятся ещё два десятка сёл и деревень. Крупнейший населённый пункт в бассейне — село Уром.

## Гидрология
Средний уклон реки составляет 3,7 м/км, расход воды — 0,31 м³/с, скорость течения — 0,2 м/с.
Река со смешанным питанием, преимущественно снеговым. Годовой сток в бассейне 120 мм, из них 80 мм приходится на весеннее половодье. Общая минерализация от 200 мг/л в половодье до 500 мг/л в межень.

## Притоки
(от устья)
- пр: Тузалачик
- 17 км лев: Бугрышка (длина 14 км)
- пр: Сырьезшур
- лев: Печкес
- пр: Акаршур
- пр: Малмашур

## Данные водного реестра
По данным государственного водного реестра России относится к Камскому бассейновому округу, водохозяйственный участок реки — Иж от истока и до устья, речной подбассейн реки — бассейны притоков Камы до впадения Белой. Речной бассейн реки — Кама.
Код объекта в государственном водном реестре — 10010101212111100027255.